# Lijst van voetbalinterlands Palestina - Qatar
Deze lijst van voetbalinterlands is een overzicht van alle officiële voetbalwedstrijden tussen de nationale teams van Palestina en Qatar. De landen speelden tot op heden elf keer tegen elkaar. De eerste ontmoeting, een kwalificatiewedstrijd voor de Azië Cup 2000, werd gespeeld op 31 maart 2000 in Doha. Het laatste duel, een achtste finale van de Azië Cup 2023, vond plaats in Al Khawr op 29 januari 2024.

## Wedstrijden
| №  | Plaats   | Datum             | Competitie                 | Wedstrijd         | Uitslag |
| -- | -------- | ----------------- | -------------------------- | ----------------- | ------- |
| 1  | Doha     | 31 maart 2000     | Azië Cup 2000 kwalificatie | Qatar − Palestina | 1 − 0   |
| 2  | Hongkong | 8 maart 2001      | WK 2002 kwalificatie       | Palestina − Qatar | 1 − 2   |
| 3  | Doha     | 23 maart 2001     | WK 2002 kwalificatie       | Qatar – Palestina | 2 – 1   |
| 4  | Doha     | 24 september 2003 | Azië Cup 2004 kwalificatie | Palestina – Qatar | 1 – 1   |
| 5  | Doha     | 27 september 2003 | Azië Cup 2004 kwalificatie | Qatar – Palestina | 2 – 1   |
| 6  | Teheran  | 9 augustus 2008   | West-Azië Cup 2008         | Palestina – Qatar | 0 – 1   |
| 7  | Doha     | 28 mei 2012       | Vriendschappelijk          | Qatar – Palestina | 0 – 0   |
| 8  | Doha     | 17 april 2013     | Vriendschappelijk          | Qatar − Palestina | 2 − 0   |
| 9  | Doha     | 25 december 2013  | West-Azië Cup 2014         | Qatar − Palestina | 1 − 0   |
| 10 | Doha     | 11 september 2018 | Vriendschappelijk          | Qatar − Palestina | 3 − 0   |
| 11 | Al Khawr | 29 januari 2024   | Azië Cup 2023              | Qatar − Palestina | 2 − 1   |

## Samenvatting
| Competitie            | Totaal gespeeld | Winst Palestina | Gelijk | Winst Qatar | Doelsaldo Palestina – Qatar |
| --------------------- | --------------- | --------------- | ------ | ----------- | --------------------------- |
| WK-kwalificatie       | 2               | 0               | 0      | 2           | 2 − 4                       |
| Azië Cup              | 1               | 0               | 0      | 1           | 1 − 2                       |
| Azië Cup-kwalificatie | 3               | 0               | 1      | 2           | 2 − 4                       |
| West-Azië Cup         | 2               | 0               | 0      | 2           | 0 − 2                       |
| Vriendschappelijk     | 3               | 0               | 1      | 2           | 0 − 5                       |
| Totaal                | 11              | 0               | 2      | 9           | 5 − 17                      |

PFF · 
Bondscoaches · 
A-internationals · 
Palestijns vrouwenelftal
1953 – 1959 ·
1960 – 1969 ·
1970 – 1979 ·
1980 – 1989 ·
1990 – 1999 ·
2000 – 2009 ·
2010 – 2019 ·
2020 − 2029
Afghanistan ·
Australië ·
Azerbeidzjan ·
Bahrein ·
Bangladesh ·
Bhutan ·
Burundi ·
Cambodja ·
Chili · 
China ·
Comoren ·
Egypte ·
Filipijnen ·
Griekenland ·
Guam ·
Hongkong ·
India ·
Indonesië ·
Irak ·
Iran ·
Japan ·
Jemen ·
Jordanië ·
Kazachstan ·
Kirgizië ·
Koeweit ·
Libanon ·
Libië ·
Malediven ·
Maleisië ·
Marokko ·
Mauritanië ·
Mongolië ·
Myanmar ·
Nepal ·
Noord-Korea ·
Oezbekistan ·
Oman ·
Oost-Timor ·
Pakistan ·
Qatar ·
Saoedi-Arabië ·
Seychellen ·
Singapore ·
Soedan ·
Sri Lanka ·
Syrië ·
Tadzjikistan ·
Taiwan ·
Tanzania ·
Thailand · 
Turkmenistan ·
Verenigde Arabische Emiraten ·
Vietnam ·
Zuid-Korea
QFA · A-internationals · Bondscoaches · Statistieken · Qatarees vrouwenelftal · Qatar U21 · Qatar U20 · Qatar U19 · Qatar U18 · Qatar U17
1970 – 1979 ·
1980 – 1989 ·
1990 – 1999 ·
2000 – 2009 ·
2010 – 2019 ·
2020 − 2029
OS 1984 · 
OS 1992
1970 · 
1971 · 
1972 · 
1973 · 
1974 · 
1975 · 
1976 · 
1977 · 
1978 · 
1979 · 
1980 · 
1981 · 
1982 · 
1983 · 
1984 · 
1985 · 
1986 · 
1987 · 
1988 · 
1989 · 
1990 · 
1991 · 
1992 · 
1993 · 
1994 · 
1995 · 
1996 · 
1997 · 
1998 · 
1999 · 
2000 · 
2001 · 
2002 · 
2003 · 
2004 · 
2005 · 
2006 · 
2007 · 
2008 · 
2009 · 
2010 · 
2011 · 
2012 · 
2013 · 
2014 ·
2015 ·
2016 ·
2017 ·
2018 ·
2019 ·
2020 ·
2021 ·
2022 ·
2023 ·
2024
Afghanistan ·
Albanië ·
Algerije ·
Andorra ·
Argentinië ·
Australië ·
Azerbeidzjan ·
Bahrein ·
Bangladesh ·
België ·
Bhutan ·
Bosnië en Herzegovina ·
Brazilië .
Bulgarije ·
Burkina Faso ·
Cambodja ·
Canada ·
Chili ·
China ·
Colombia ·
Congo-Kinshasa ·
Costa Rica ·
Curaçao ·
Ecuador ·
Egypte ·
El Salvador ·
Estland ·
Filipijnen ·
Finland ·
Georgië ·
Ghana ·
Grenada ·
Griekenland ·
Guatemala ·
Haïti ·
Honduras ·
Hongarije ·
Hongkong ·
Ierland ·
IJsland ·
India ·
Indonesië ·
Irak ·
Iran ·
Ivoorkust ·
Jamaica ·
Japan ·
Jemen ·
Jordanië ·
Kazachstan ·
Kenia ·
Kirgizië ·
Koeweit ·
Kroatië ·
Laos ·
Letland ·
Libanon ·
Libië ·
Liechtenstein ·
Luxemburg ·
Malediven ·
Maleisië ·
Mali ·
Malta ·
Marokko ·
Mauritius ·
Mexico ·
Moldavië ·
Myanmar ·
Nederland ·
Nieuw-Zeeland ·
Noord-Ierland ·
Noord-Korea ·
Noord-Macedonië ·
Noorwegen ·
Oezbekistan ·
Oman ·
Pakistan ·
Palestina ·
Panama ·
Paraguay ·
Peru ·
Portugal ·
Rusland ·
Saoedi-Arabië ·
Schotland ·
Senegal ·
Servië ·
Singapore ·
Slovenië ·
Soedan ·
Sri Lanka ·
Syrië ·
Tadzjikistan ·
Thailand ·
Tsjechië ·
Tunesië ·
Turkije · 
Turkmenistan ·
Verenigde Arabische Emiraten ·
Verenigde Staten ·
Vietnam ·
Wales ·
Zimbabwe ·
Zuid-Korea ·
Zweden ·
Zwitserland
Ecuador (2022) ·
Nederland (2022)